# Samurai Champloo
Samurai Champloo (サムライチャンプルー, Samurai Chanpurū) és una sèrie d'anime dirigida per Shinichiro Watanabe i produïda pels estudis Manglobe. La sèrie està ambientada en el període Edo i, encara que no és un autèntic títol històric, oferix acció, aventura i comèdia barrejats amb una anacrònica música hip-hop. El terme champloo és una paraula d'Okinawa que significa barrejar.

## Argument
Fuu és una noia de 15 anys, treballava en una casa de te fins que aquesta és destruïda després d'una violenta baralla a tres bandes entri Mugen el rodamón, Jin el samurai errant, i els guardaespatlles del fill del Daikan d'aquest poble. Al final del combat Mugen i Jin són arrestats per a ser executats l'endemà. Fuu els ajuda a escapar a canvi que l'ajudin a trobar el "samurai que fa olor de gira-sol". A pesar d'accedir al tracte, Mugen i Jin estan sempre intentant acabar l'un amb l'altre, en una rivalitat gairebé professional. Ambdós samurais tenen un passat borrós. La història narra els seus viatges entre senderes i passatges foscs, i com arreglen els embolics en els quals es fiquen.

## Temàtica i estil
Samurai Champloo barreja d'escenaris històrics del Període Edo amb estils moderns i referències. La sèrie es basa en fets reals del Japó en l'era Edo, com la Rebel·lió Shimabara («Unió blasmefa», «Encontre fugaç (1a part)»), l'exclusivitat neerlandesa en una època que l'edicte limita les relacions Exteriors del Japó («A la recerca del foraster»), les pintures Ukiyo-e («Anarquia artística»), i les versions en ficció de personatges de la vida real del període Edo; Mariya Enshirou i Miyamoto Musashi («Elegia de l'isolament (2a part)»). Incorpora diversos elements de la modernitat, especialment la cultura hip-hop, com el rap («Cançons de bressols pels perduts (1a part)»), graffiti («La guerra de les paraules»), bandits amb influències "gangstas" («Brivalls esgarriats (1a part)» i «Brivalls esgarriats (2a part)»), i la major part del disseny de Mugen, incloent-hi el seu estil de lluita influenciada pel breakdance.
Les partitures de Samurai Champloo està predominada per beats de hip-hop. A part de hip-hop, els anacronismes inclouen kamon semblances a Adidas i logotips de Converse, el beisbol («El blues de beisbol»), i referències als bombardejos atòmics sobre Hiroshima i Nagasaki («Col·lisions Còsmiques»).
Samurai Champloo es considera un exemple per als films i sèries del gènere "chanbara". El chanbara va ser usat als començaments de cinema japonès (quan la censura política de govern va pujar) com una manera d'expressar les crítiques socials. La paraula champloo ve de la paraula okinawenca chanpurū (com gōyā chanpurū, el plat okinawenc fregit que conté meló amarg). Chanpurū, simplement vol dir "barrejar". Per tant, el títol 'Samurai Champloo', pot ser traduït com "Barreja de Samurai".

## Personatges

### Mugen
Seiyū: Kazuya Nakai
Veu de doblatge: Josep Maria Mas
Té 20 anys. Prové de les Illes Ryukyu en la qual va haver de guanyar-se la vida assaltant vaixells fins que va ser traït. És un personatge molt egocèntric, pervertit, controvertit i dolent amb els seus amics (encara que en el fons aprecia a Jin i a Fuu). Agrada de buscar baralles innecessàries i és un fer animal quan combat, amb un estil únic inspirat en el que sembla una barreja break-balli i capoeira. La seva fortalesa es troba en la seva descomunal força i els seus moviments impredictibles que treuen de balanç als seus adversaris. Mugen té un respecte intrínsec per les persones honestes i valentes. Mai perd l'oportunitat per entrar en una bona baralla i demostrar que ell és el millor guerrer.

### Jin
Seiyū: Ginpei Sato
Veu de doblatge: Masumi Mutsuda
Té 20 anys. És un samurai molt reservat i disciplinat. Després d'un incident amb el cap de la ciutat arriba a la casa del te on treballa Fuu i s'enfronta a Mugen. Durant la seva travessia és perseguit per exalumnes de la seva escola qui ho acusen d'haver assassinat al seu mestre. Té un estil més tradicional, però això no és una debilitat, ja que les seves habilitats són sorprenents. Posseïx destresa per a realitzar moviments amb exactitud mil·limètrica a una velocitat invisible. No baralla per ningú més que per si mateix, però aprecia la bondat i l'honor. Jin considera el maneig de l'espasa un art en la qual basa els seus estudis, i per això no evita creuar espases contra ningú com a prova.

### Fuu
Seiyū: Ayako Kawasumi
Veu de doblatge: Pilar Morales
Té 15 anys. Una noia comuna i corrent, qui farà que aquests dos enemics hagin d'aliar-se per a complir la seva promesa. Després de la mort de la seva mare es va dedicar a treballar en la casa del te, fins que aquesta va ser destruïda. És quan decideix donar-se a la tasca de buscar al samurai que fa olor de gira-sols. No posseïx cap habilitat física destacable, excepte potser la capacitat de donar regna solta a una golafreria implacable que desafia la seva grandària.

## Anime
La sèrie d'anime consta de 26 episodis de mitja hora de duració cadascun, dividits en dues temporades. Fou dirigida per Shinichiro Watanabe, produïda per Manglobe i emesa per televisió per Fuji TV. La primera remesa de capítols fou estrenada el 19 de maig de 2004 fins al 9 de setembre del mateix any, mentre que la segona, el 22 de gener de 2005 fins al 18 de març del mateix any.
A Espanya, la sèrie fou emesa per Cuatro el 10 de febrer de 2006 i també fou distribuïda en DVD per Selecta Visión. A Catalunya, la sèrie d'anime fou estrenada el 20 d'abril de 2007 fins al 9 de novembre del mateix any pel canal K3, reemetent-se posteriorment en diverses ocasions.